# Boris Babic
Boris Babic (sinh ngày 12 tháng 11 năm 1997) là một cầu thủ bóng đá người Thụy Sĩ gốc Serbia thi đấu cho FC Vaduz.

## Sự nghiệp câu lạc bộ
Anh ra mắt chuyên nghiệp tại Giải bóng đá vô địch quốc gia Thụy Sĩ cho FC St. Gallen ngày 10 tháng 12 năm 2016 trong trận đấu trước FC Basel.

## Quốc tế
Anh tham gia Giải vô địch bóng đá U-17 châu Âu 2014 cùng với Đội tuyển bóng đá U-17 quốc gia Thụy Sĩ.